# Бриавайл Фридиг
Бриавайл Фридиг ап Лливарх (валл. Brıafael Frydig ap Llywarch; VI век) — король Эргинга в конце VI веке. Его предшественник Морган ап Гурган, не оставил потомков, кроме сына, ушедшего в религию. Бриавайл, как представитель боковой ветви, возглавил Эргинг. Прозвище "Фридиг" - буквально с уэльского переводится как "Невеста".
Он упоминается как Briauail, Briauail filius Lumarch, будучи свидетелем различных хартий в Книге Лландава, также засвидетельствованных епископом Одоцеем и королём Мейригом, а позже его внуком Морганом. Вероятно, это тот же человек, который появляется в качестве свидетеля одной из «Хартий Лланкарвана», приложенных к Житию Святого Кадога, где читается как Bramail. Имя также встречается в несколько искаженной родословной в JC 10 в EWGT с. 45: Kenedlon merch Biuael vrydic m. Llywarch m. Tewdwr m. Pibiawn glawrawc. Вместо «Biuael» читать «Briauael» [= Briafael]; Pibiawn glawrawc = Peibio ab Erb. Cenedlon каким-то образом была прародительницей королей Glywysing, но из-за искажений в родословной неясно, как именно. Возможно, она была женой Арториуса, а ее мать, возможно, была дочерью дочь Теудура ап Передира.